# Frank Clempson
Frank Clempson (* 27. Mai 1930 in Salford; † 24. Dezember 1970 in Eccles) war ein englischer Fußballspieler. Als linker Außenläufer, der auch als Halbstürmer eingesetzt werden konnte, war er Ergänzungsspieler im Verein von Manchester United, der 1952 die englische Meisterschaft gewann. Nach seinem Wechsel im Februar 1953 zum Drittligisten Stockport County behauptete er sich dort als langjähriger Stammspieler.

## Sportlicher Werdegang
Clempson war zunächst im Jugendbereich für den Adelphi Boys Club aktiv, bevor er sich im März 1948 Manchester United anschloss und dort ein halbes Jahr später einen Profivertrag unterzeichnete. Das Debüt für den Erstligisten folgte am 18. Februar 1950 beim 2:2 gegen den AFC Sunderland. Der junge Halbstürmer kam in der Folgezeit nur sporadisch zum Zuge. Nach lediglich zwei Partien im März 1951 verpasste er auch den Großteil der Meistersaison 1951/52, bevor ein Einsatz am 26. Januar 1952 beim 2:0-Sieg gegen den amtierenden Meister Tottenham Hotspur den Beginn von insgesamt acht Auftritten in der Startelf markierte. Dabei steuerte er zwei Tore gegen die Wolverhampton Wanderers (2:0) sowie Huddersfield Town (2:3) bei. Für eine offizielle Meistermedaille reichte sein Beitrag aber nicht und bereits im Februar 1953 wechselte er zum Drittligisten Stockport County – bei seinen letzten fünf Partien waren die „Red Devils“ jeweils ohne Torerfolg geblieben.
Sechs Jahre war Clempson Stammspieler für Stockport County, das sich bis 1958 in der Third Division North behauptete und dann nach Zusammenführung zur eingleisigen dritten Liga 1959 in die Viertklassigkeit abstieg. Er agierte dort oft auf der Außenläuferposition an der Seite von Mitspielern wie Bob Murray, Gordon Wilmott, Ken Hodder und Trevor Porteous. Im Sommer 1959 schloss er sich dem Ligakonkurrenten FC Chester an, dessen Trainer Stan Pearson – ein ehemaliger Mannschaftskamerad von Clempson bei Manchester United – war. Clempson war zwei Jahre lang Kapitän des FC Chester, bevor er seine aktive Laufbahn von 1961 bis 1963 als Spielertrainer des Amateurklubs Hyde United ausklingen ließ.
Clempson verstarb im Alter von nur 40 Jahren an Heiligabend 1970.